# Hafshejān
Hafshejān (persiska: جَستِه جون, هَفِشجان, هُشِه گون, هفشجان) är en ort i Iran.   Den ligger i provinsen Chahar Mahal och Bakhtiari, i den centrala delen av landet, 400 km söder om huvudstaden Teheran. Hafshejān ligger 2 047 meter över havet och antalet invånare är 20 847.
Terrängen runt Hafshejān är varierad. Runt Hafshejān är det ganska tätbefolkat, med 160 invånare per kvadratkilometer. Närmaste större samhälle är Shar-e Kord, 12,9 km nordost om Hafshejān. Trakten runt Hafshejān består till största delen av jordbruksmark.